# Sturnelle australe
Leistes loyca
Espèce
Statut de conservation UICN

 LC  : Préoccupation mineure
La Sturnelle australe (Leistes loyca) est une espèce de passereaux de la famille des ictéridés (ou Icteridae) de l'Amérique du Sud et les Îles Malouines.

## Nomenclature
Cet oiseau est appelé Long-tailed Meadowlark en anglais, Pecho colorado grande, Loica en espagnol[Selon qui ?]. Et aussi Loyca loyca.

## Description
C'est un oiseau de 22 à 28 cm de long avec un long bec pointu. Le mâle est brun foncé à noirâtre. La poitrine et la gorge sont rouge vif et il possède une tache blanche sur le visage près de la base du bec. La femelle a le plumage plus clair que le mâle.

## Nidification
Le nid est fait d'herbes sèches et est construit par la femelle. La Sturnelle australe peut pondre jusqu'à 4 œufs.

## Habitat et distribution

habitat permanent
zone d'hivernage

C'est un passereau très caractéristique de la Patagonie et on le trouve dans tous les biotopes de cette région.
Il est représenté dans toute la Patagonie jusqu'en Terre de Feu, au centre de l'Argentine jusqu'au nord-est de Jujuy.